# Beaumont (kráter)

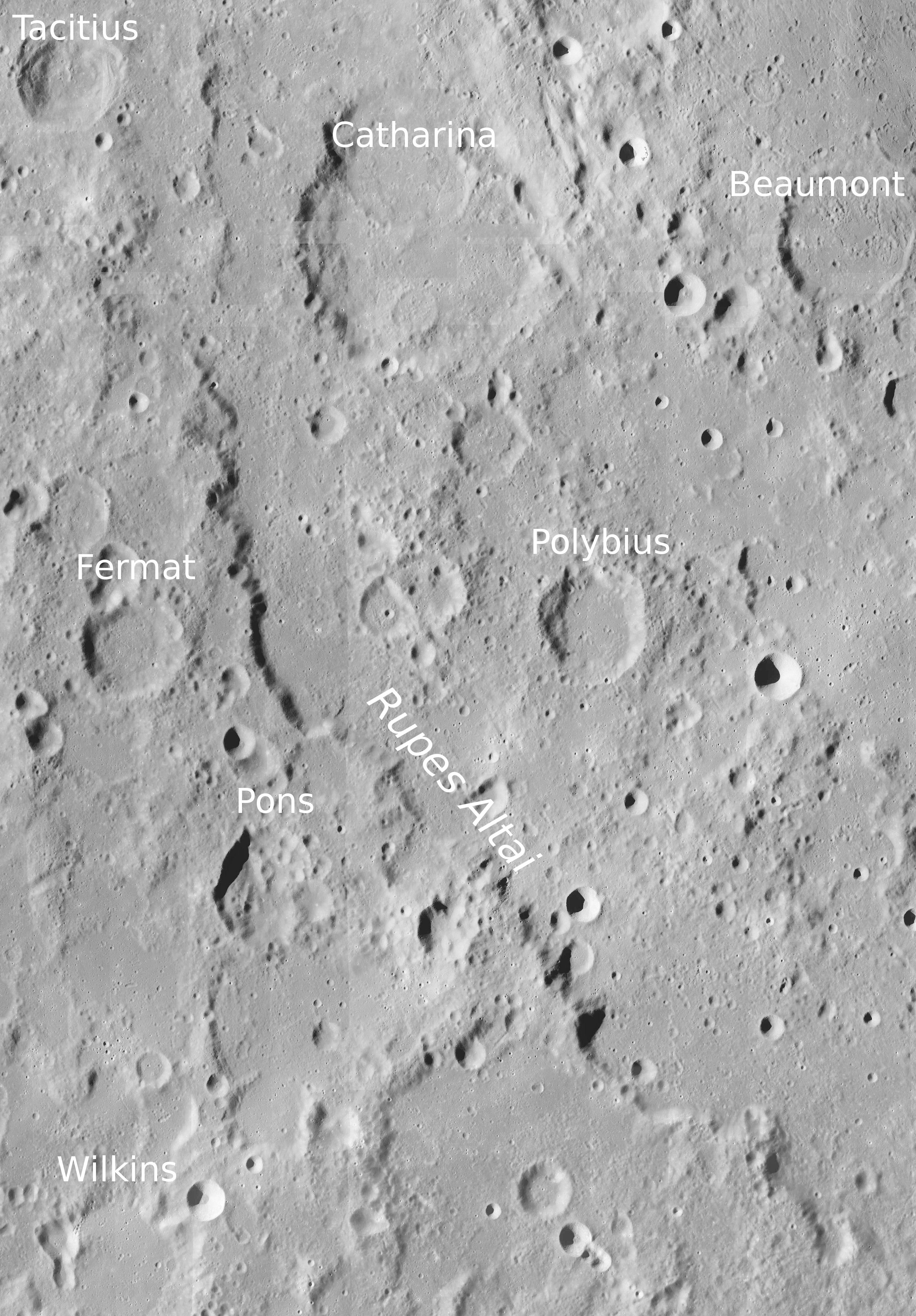
Poloha kráteru Beaumont.

Beaumont je lávou zatopený kráter o průměru 53 km nacházející se na jihozápadním okraji Mare Nectaris (Moře nektaru) na přivrácené straně Měsíce. Jeho východní okrajový val je přerušen, tudy se lávové proudy, které v minulosti vyplnily Mare Nectaris, přelily do tohoto kráteru. Zbývající okrajový val je narušen dopady dalších meteoritů. Beaumont již nemá centrální pahorek, ale uvnitř něj se na dně nachází několik vyvýšenin a menších kráterů.
Jihovýchodně se nachází starý zatopený kráter Fracastorius, východně v Mare Nectaris pak mnohem menší impaktní Rosse. Západně leží význačný kráter Catharina. Od Beaumontu vybíhá severním směrem nízký mořský hřbet.

## Název
Je pojmenován od roku 1935 podle francouzského geologa Jean-Baptiste Élie de Beaumonta.

## Satelitní krátery
V okolí kráteru se nachází několik dalších kráterů. Ty byly označeny podle zavedených zvyklostí jménem hlavního kráteru a velkým písmenem abecedy.
| Beaumont | Sel. šířka | Sel. délka | Průměr |
| -------- | ---------- | ---------- | ------ |
| A        | 16.3° J    | 27.7° V    | 14 km  |
| B        | 18.6° J    | 26.8° V    | 16 km  |
| C        | 20.2° J    | 28.0° V    | 6 km   |
| D        | 17.0° J    | 26.2° V    | 11 km  |
| E        | 18.8° J    | 27.5° V    | 18 km  |
| F        | 18.3° J    | 26.6° V    | 10 km  |
| G        | 20.3° J    | 27.1° V    | 8 km   |
| H        | 17.2° J    | 28.4° V    | 6 km   |
| J        | 19.9° J    | 26.5° V    | 5 km   |
| K        | 17.5° J    | 30.1° V    | 6 km   |
| L        | 14.4° J    | 30.0° V    | 4 km   |
| M        | 19.4° J    | 28.6° V    | 10 km  |
| N        | 16.9° J    | 27.7° V    | 5 km   |
| P        | 19.9° J    | 29.6° V    | 17 km  |
| R        | 17.9° J    | 30.7° V    | 4 km   |